# Площадь Маркса (станция метро)
«Пло́щадь Ма́ркса» — конечная станция Ленинской линии Новосибирского метрополитена. Является восьмой на Ленинской линии и в системе Новосибирского метрополитена. Расположена между действующей станцией «Студенческая» и проектируемой «Площадь Станиславского».
Территориально станция располагается в Ленинском районе Новосибирска, в центре крупнейшего на левом берегу пересадочного узла наземного транспорта, под площадью Карла Маркса.
Первоначальный пуск станции был запланирован на 1990 год — вместе с «Гагаринской» и «Заельцовской». Однако в связи с политическими переменами в стране и перебоями с финансированием и поставками материалов, торжественное открытие состоялось только в следующем году — 26 июля 1991 года. Первых пассажиров станция приняла 28 июля 1991 года.

## История

### Строительство
Подготовка к возведению станции началась в 1985 году. К осени 1986 года был прорыт котлован под будущую станцию. По состоянию на январь 1988 года, на строительной площадке велись работы по сооружению помещений тяговой подстанции, вентиляционной камеры и второго вестибюля. В начале 1989 года отряд строителей из «Новосибирскметростроя» приступил к возведению вентиляционной сбойки, первого вестибюля, а также начал строить монолитное перекрытие для путевого тоннеля.
В начале 1990-х годов строители станции впервые стали ощущать перебои с финансированием и поставками материалов — в связи со сменой системы хозяйствования в стране. Так, в мае 1990 года один из поставщиков прекратил поставки гранита сорта «Сюекъюямсаари», предназначенного для отделки станции.
Предприятие-поставщик предложило немедленно поставить оборудование и технику на сумму 160 тысяч рублей. Также были прекращены поставки белого гранита сорта «Коелга» для двух других строящихся новосибирских станций — «Гагаринской» и «Заельцовской».
К весне 1991 года были завершены работы по отделке бетонного свода станции, на который были навешены светильники с декоративными решётками. В вестибюлях — завершены работы по облицовке стен и полов. До запуска станции были сооружены наружные павильоны (над входами), а также временные рельсы были заменены на постоянные.

### Пробный поезд и пуск
В апреле 1991 года прошёл пробный поезд, и было открыто полноценное движение транспорта через одноимённые площадь и проспект (от станции «Студенческая»). Сдача наружных павильонов и подземных переходов производилась не сразу, а по очереди.
Первых пассажиров станция приняла 28 июля 1991 года, став последней в СССР и Новосибирске, открытой до распада СССР.

### Инциденты
Станция неоднократно становилась объектом атак лжетеррористов. Так, 1 декабря 2011 года её «заминировал» нетрезвый местный мужчина, решивший развлечься подобным образом.
В следующий раз станцию пришлось закрыть на 2 часа, из-за звонка о бомбе неизвестного, позвонившего 31 января 2012 года.

## Архитектура и оформление
Станция островного типа, односводчатая, мелкого заложения. Станция построена открытым способом по проекту института «Новосибметропроект». Свод платформы, аналогично станции «Заельцовская», авторы проекта сделали максимально увеличенным по высоте. В результате из обоих вестибюлей полностью просматривается посадочный перрон.
Посередине посадочной платформы размещены три колонны, выполненные из металла серебристого цвета. На них размещены информационные стенды, а в верхней части — видеоэкраны. Только две колонны имеют (кроме средней) мониторы. Вокруг каждой колонны имеются скамейки из полированного дерева, предназначенные для отдыха пассажиров.
Перрон освещается при помощи люминесцентных светильников, подвешенных в три ряда к потолку оштукатуренного свода, по всей длине платформы. Светильники закрыты индивидуальными ажурными обрамлениями. Путевые стены станции представляют из себя переплетенные между собой ребристые короткие блоки. Дополнительно часть из них были стянуты металлическими сварными балками.
Полы облицованы гранитом светло-серого цвета, а путевые стены платформенного участка — красно-бордовым. Свод станции побелен.

## Вестибюли
Проект станции предусматривает два вестибюля (западный и восточный). Вестибюли соединяются с платформой маршевыми лестницами. Вход и выход пассажиров на станцию производится через семь выходов, встроенных в здания и в отдельно стоящих надземных павильонах, выполненных из металла и стекла. Ранее в подземный переход, у остановки «Башня», вели два открытых лестничных спуска. Они были расположены по обе стороны проспекта Маркса. В дальнейшем, оба спуска были реконструированы — вначале были сделаны навесы Архивная копия от 4 марта 2016 на Wayback Machine. Впоследствии над спусками появились надстройки, в виде помещений торгового назначения. А в октябре 2008 года на этом участке перехода был проведён капитально-восстановительный ремонт.
Западный вестибюль станции ведёт к двум выходам — № 3 и № 4. Третий — к улицам Блюхера и Титова. Четвёртый позволяет выйти к улице Покрышкина. Планируется, что выход № 4 станет также встроенным в здание торгового комплекса /открыт 2 июня 2023 года через т/ц "Грани", как и третий (встроен в здание торгового-офисного комплекса «Версаль»). В настоящее время вход и выход осуществляется через наружный павильон.
Восточный вестибюль связан с одним выходом № 1, который позволяет выйти к улице Ватутина. Также вестибюль имеет длинный коридор и обширную сеть подземных переходов, которые связаны с тремя выходами (№ 2, № 5 и № 6). Через них имеется возможность выйти соответственно к памятнику Александру Покрышкину, остановке «Башня», магазину ГУМ «Россия».
Шестой павильон (к ГУМу) также позволяет выйти к ТК «Подсолнух» и МФК «Сан Сити». В 2008 году на этих участках (переходах и выходах к ГУМу и памятнику Покрышкину) был также проведён капитально-восстановительный ремонт. Кроме того, выходы из метро активно используются горожанами в качестве подземных переходов.
Входы на станцию, по утверждению замначальника Новосибирского метрополитена, находятся в ведении МУП «УЗСПТС».

## Пересадки
Станция находится в месте пересечения Ленинской линии и проектируемой Кировской линии (входила в III очередь сооружения метро). Для этого проектом предусмотрена пересадочная станция «Площадь Маркса-2». Она должна расположиться глубже существующей, то есть станции должны расположить в два уровня.
Согласно проекту, пересадка пассажиров на будущую станцию будет осуществляться через пешеходный тоннель, расположенный в полу, в центре платформы. Тоннель ведёт до наружной стены будущей станции. В настоящее время этот тоннель закрыт.

## Станция в цифрах
- Длина станции, как и на всех станциях Новосибирского метрополитена, стандартная — 102 м, что позволяет поместить на путь до пяти вагонов (в настоящее время используются 4-хвагонные составы). Длина посадочной платформы — 100 м[24]. Ширина платформы — 10 м[12].
- Пикет ПК 147+82
- Станция является самой загруженной станцией в Новосибирском метрополитене, пассажиропоток в день (за 6 месяцев 2012 года) составляет 41,7 тыс. чел[25].

- Время открытия станции для входа пассажиров — 05 часов 45 минут, время закрытия — 00 часов 00 минут[18].
- Таблица времени отправления первого и последнего поездов[18]:

|                                  | Понедельник — Воскресенье (чч: мм: сс) | Понедельник — Воскресенье (чч: мм: сс) |
| В сторону станции «Студенческая» | 05:47:00                               | 00:03:00                               |

## Расположение
Станция метро «Площадь Маркса» Ленинской линии расположена следом за станцией «Студенческая», длина перегона от которой составляет 1146 метров.

### Наземный общественный транспорт
Станция имеет выходы к семи остановкам (в том числе — конечным) всех видов наземного транспорта: автобусов (20), троллейбусов (5), трамваев (6) и маршрутных такси (3).
Таблица: маршруты общественного транспорта (данные на 26 марта 2025 года)
| Автобус | Автобус                                                                                              | Автобус                          | Автобус                          |
| Маршрут | Следует к станциям метро                                                                             | Конечный пункт 1                 | Конечный пункт 2                 |
| ------- | --- | -------------------------------- | -------------------------------- |
| № 6     | «Студенческая», «Речной вокзал» (ост. Восход), «Золотая Нива», «Берёзовая роща»                      | Полевая (ж/м Затулинский)        | ул. Александра Анцупова          |
| № 11    | | Метро «Площадь Маркса»           | ул. Кутателадзе                  |
| № 12    | | Метро «Площадь Маркса»           | ул. Дюканова (ж/м Троллейный)    |
| № 14    | «Площадь Гарина-Михайловского», «Заельцовская»                                                       | Полевая (ж/м Затулинский)        | пос. Северный                    |
| № 16    | «Студенческая»                                                                                       | Затон                            | Центральный корпус (Облбольница) |
| № 24    | | Метро «Площадь Маркса»           | Радиостанция №5                  |
| № 28    | «Студенческая», «Речной вокзал», «Площадь Ленина», «Красный проспект», «Гагаринская», «Заельцовская» | Пригородный простор              | ЖК Северная корона               |
| № 29    | | ж/м Юго-Западный                 | ЖК Акварельный                   |
| № 39    | «Студенческая», «Речной вокзал» (ост. Восход), «Золотая Нива», «Берёзовая роща»                      | Микрорайон «Чистая Слобода»      | ул. Тюленина (ж/м Родники)       |
| № 43    | | Микрорайон «Чистая слобода»      | Белые росы                       |
| № 45    | «Студенческая»                                                                                       | Центральный корпус (Облбольница) | Чемской бор (ОбьГЭС)             |
| № 45К   | «Студенческая»                                                                                       | Центральный корпус (Облбольница) | Чемской бор (ОбьГЭС)             |
| № 55    | | ул. Спортивная                   | Криводановский карьер            |
| № 57    | | Микрорайон «Чистая Слобода»      | ул. Александра Чистякова         |
| № 60    | | ул. Дюканова (ж/м Троллейный)    | Полевая (ж/м Затулинский)        |
| № 68    | «Студенческая»                                                                                       | Станция Матвеевка                | Метро «Студенческая»             |
| № 88    | «Студенческая»                                                                                       | ул. Таврическая                  | Центральный корпус (Облбольница) |
| № 94    | | Метро «Площадь Маркса»           | ЖК Радуга Сибири                 |
| № 96    | «Золотая Нива», «Берёзовая роща», «Маршала Покрышкина», «Сибирская», «Площадь Гарина-Михайловского»  | Цветущая Плющиха                 | ул. Саввы Кожевникова            |
| № 99    | | ул. Планировачная                | ул. Чукотская                    |

| Маршрутные такси | Маршрутные такси         | Маршрутные такси            | Маршрутные такси    |
| Маршрут          | Следует к станциям метро | Конечный пункт 1            | Конечный пункт 2    |
| ---------------- | ------------------------ | --------------------------- | ------------------- |
| № 18             |                          | Микрорайон «Чистая Слобода» | ул. Водозабор       |
| № 29             |                          | ЖК «Матрёшкин двор»         | ЖК «Матрёшкин двор» |
| № 29а            |                          | ЖК «Матрёшкин двор»         | ЖК «Матрёшкин двор» |

### Трамвай
| №  | Пересадки    | Конечный пункт 1       | Конечный пункт 2            |
| -- | ------------ | ---------------------- | --------------------------- |
| 2  |              | Площадь Маркса         | Микрорайон «Чистая Слобода» |
| 3  |              | Площадь Маркса         | Молококомбинат              |
| 8  | Студенческая | ул. Титова             | Микрорайон «Чистая Слобода» |
| 15 | Студенческая | Юго-Западный жилмассив | Бугринская роща             |
| 16 |              | Площадь Маркса         | Юго-Западный жилмассив      |
| 18 | Студенческая | Советское шоссе        | Юго-западный жилмассив      |

### Троллейбус
| №  | Пересадки                  | Конечный пункт 1        | Конечный пункт 2               |  |
| -- | -------------------------- | ----------------------- | ------------------------------ |  |
| 4  |                            | Затулинский жилмассив   | С/Х «Левобережный»             |  |
| 7  | Студенческая Речной вокзал | Станиславский жилмассив | Автовокзал Новосибирск-главный |  |
| 8  | Студенческая Речной вокзал | Затулинский жилмассив   | Ключ-Камышнское плато          |  |
| 29 |                            | ЖК «Новомарусино»       | ул. Александра Чистякова       |  |
| 35 |                            | Криводановский карьер   | Метро «Площадь Маркса»         |  |

- Пригородные автобусы: 101, 102, 103, 104, 112, 114, 115в, 120, 122, 125, 189, 216, 217, 220, 226, 228, 264, 303;

### Остановки
Остановки наземного общественного транспорта вблизи выходов станции:
- А, Тб, Мт: «Метро Площадь Маркса» (х3), «Башня», «ГУМ».
- Тр: «Метро Площадь Маркса».

## Путевое развитие
После станции расположен оборотный тоннель с пошёрстным съездом, за которым размещены отстойные тупики (оканчиваются в районе кольца у бывшего магазина «Кристалл»). Для оборота поездов используется часть перегона по первому пути, который является частью 1140-метрового перегона до запланированной к постройке станции «Площадь Станиславского», которая будет размещена под одноимённой площадью. Затем линия будет продлена до ж/м Западный ещё на две станции: «Пермскую» и «Южную».
Интервал движения поездов, как и на всей линии, составляет от 3,5 минут (в часы пик). Для посадки (в сторону станции «Студенческая») в настоящее время используется только второй станционный путь.